# Альвенслебен, Иоганн Фридрих Карл фон
Иоганн Фридрих Карл Гебхард фон Альвенслебен (нем. Johann Friedrich Karl II. Gebhard von Alvensleben; 7 сентября 1778 — 12 февраля 1831) — прусский генерал, участник войн 1792 и 1794 годов.

## Биография
Родился 7 сентября 1778 года. В июле 1791 года был записан на военную службу в пехотный полк герцога Брауншвейгского и в начале следующего года явился в строй.
Принимал участие в русско-польской войне 1792 года и в апреле 1793 года за отличие произведён в прапорщики. В 1794 году он принимал участие в подавлении восстания Костюшко. В октябре 1797 года произведён в младшие лейтенанты.
В 1806 году сражался под начальством князя Гогенлоэ под Иеной и разделил его судьбу под Пренцлау. Затем, как храбрый командир пехотного полка прусской гвардии, отличился в освободительной кампании 1813 года и был в сражениях при Гроссгёршене, Бауцене и Лейпциге. В немецкой литературе сообщается что за отличие в штурме Монмартрских высот под Парижем российский император Александр I пожаловал Альвенслебену орден св. Георгия 4-й степени, однако подтверждения этого награждения в кавалерских списках ордена св. Георгия не обнаружено.
В 1817 году произведён в генерал-майоры. С 1818 года генерал Альвенслебен командовал 1-й гвардейской дивизией, а с 1820 года — 2-й гвардейской дивизией. Произведённый в 1829 году в генерал-лейтенанты, Альвенслебен в следующем году по состоянию здоровья вышел в отставку.
Умер 12 февраля 1831 года.

## Награды
Королевства Пруссия:
- Орден Святого Иоанна Иерусалимского рыцарь по праву (1798, Rechtsritter)
- Орден «Pour le Mérite» c дубовыми листьями (31 марта 1814)[2]
- Железный крест 1-го (1814) и 2-го класса на чёрной ленте[3]
- Крест за выслугу лет[нем.] (1825)
- Орден Красного орла 3-го класса (1816)[4]
- Орден Красного орла 2-го класса с дубовыми листьями (1820)
- Орден Красного орла 1-го класса с дубовыми листьями

Российской империи:
- Орден Святого Георгия 4-го класса
- Орден Святого Владимира 3-й степени

Прочие:
- Орден Военных заслуг Карла Фридриха, большой крест (великое герцогство Баден)
- Военный орден Марии Терезии, рыцарский крест (Австрийская империя)
- Орден Меча, рыцарский крест (1-го класса) (королевство Швеция)